# Agraylea tauri
Agraylea tauri är en nattsländeart som beskrevs av Jacquemart 1965. Agraylea tauri ingår i släktet Agraylea och familjen smånattsländor. Inga underarter finns listade i Catalogue of Life.